# Кожан Олексій Васильович
О́лексій Ва́сильович Ко́жан (28 березня 1898, с. Заболотці, Бродівський повіт, Австро-Угорщина, нині Золочівський район Львівська область — 2 листопада 1956, смт Щирець Львівська область) — український радянський діяч, член ЦК КПЗУ, голова Щирецького райвиконкому Львівської області. Депутат Верховної Ради УРСР 2-го скликання.

## Життєпис
Народився в багатодітній родині селянина-бідняка. Закінчив початкову школу, навчався у 1909—1914 роках у Бродівській класичній гімназії. У 1915 році разом із родиною вивезений до концтабору в місті Гмінд біля Відня. Навесні 1917 року призваний до австрійського війська та відправлений на фронт. Проходив військову службу артилеристом 6-го полку піхоти. У листопаді 1918 року потрапив у італійський полон біля міста Трієсту.
У липні 1920 року повернувся у село Заболотці, обирався головою сільського революційного комітету, працював начальником відділу народної освіти повітового революційного комітету в місті Бродах. Під час відступу Червоної армії з Галичини став червоноармійцем 45-ї стрілецької дивізії, у складі якої воював проти польських та українських військ, а також Добровольчої армії Петра Врангеля.
Член РКП(б) з листопада 1920 року.
З 1921 р. навчався на військово-політичних курсах в Умані. Потім викладав історію та політичну економію в Уманській партійній школі. Після демобілізації у 1923 р. працював на керівних посадах в Умані, у грудні 1923 — грудні 1924 років — у Бердичеві, у грудні 1924 — літо 1925 — у Погребищі, у 1926—1928 роках — у місті Сталіно на Донбасі. У 1928 році мешкав у Харкові. Співпрацював з діячами КПЗУ.
Навесні 1928 року Виконавчим комітетом Комінтерну направлений на підпільну роботу в Західну Україну. Користувався псевдонімами Леонід, Олександр Левицький. Брав участь у підготовці III з'їзду КПЗУ, на якому був обраний кандидатом у члени ЦК КПЗУ. Також був членом української політичної партії радянофільського напрямку «СельРоб». У 1928 році очолив Львівський підміський окружний комітет КПЗУ, у вересні 1928 року увійшов до керівництва Крайового секретаріату КПЗУ (у січні — травні 1929 року як голова Крайового секретаріату). Один з організаторів масових виступів робітників та селян Львівщини у 1928—1929 роках. У грудні 1928 року переведений у члени ЦК КПЗУ.
У вересні 1929 року, під час поїздки на пленум ЦК КПЗУ в Берлін, заарештований польською владою в місті Перемишлі і в липні 1930 року засуджений Варшавським окружним судом до п'яти років ув'язнення. Термін відбував у варшавській в'язниці. Після звільнення з ув'язнення, у вересні 1933 року направлений під нагляд поліції у село Заболотці. Працював на поденних роботах, був муляром, крамарював у сільському кооперативі, одночасно провадив активну партійно-політичну роботу, керував рядом політичних акцій на Бродівщині.
Після захоплення Галичини Червоною армією, у вересні 1939 року очолив революційний комітет у селі Заболотцях. У жовтні 1939 року обирався депутатом Народних зборів Західної України.
У 1940—1941 роках — заступник голови виконавчого комітету Пониковицької районної ради депутатів трудящих Львівської області.
На початку німецько-радянської війни вступив до лав Червоної армії. Служив у інженерно-саперних військах, брав участь у боях під Києвом, потім у Сталінградській битві. До 1943 року служив у 1144-му гаубичному навчальному полку. У 1943—1945 роках працював на оборонному заводі у м. Чебаркуль Челябінської області РРФСР.
У 1945—1946 роках — заступник голови, голова виконавчого комітету Пониковицької (з 1946 року — Заболотцівської)  районної ради депутатів трудящих Львівської області.
У липні 1946—1953 років — голова виконавчого комітету Щирецької районної ради депутатів трудящих Львівської області. 
З 1953 року — на пенсії. Помер 2 листопада (за іншими даними — 4 листопада) 1956 року. Похований на військовому меморіалі у смт Щирець.

## Нагороди
Олексій Васильович Кожан 23 січня 1948 року нагороджений орденом Трудового Червоного Прапора та численними медалями.